# Phoebus cartel
Phoebus cartel byl mezinárodní kartel, který v letech 1925 až 1939 kontroloval výrobu a prodej klasických žárovek ve velké části Evropy a Severní Ameriky. Kartel si rozdělil území působnosti a dohodl se na zkrácení životnosti vyráběných žárovek. Právě zkracování životnosti žárovek je známým příkladem použití metody plánovaného zastarávání.
Kartel vytvořily evropské a americké společnosti, například Tungsram, Osram, General Electric, Associated Electrical Industries a Philips. Založen byl roku 1925 v Ženevě pod názvem Phœbus S. A. Compagnie Industrielle pour le Développmente de l'Eclaira. Ačkoli skupina původně dohodla platnost smlouvy na třicet let (1925 až 1955), činnost byla ukončena v roce 1939 společně s vypuknutím druhé světové války. I po jeho rozpuštění se ovšem žárovky nadále prodávaly s životností 1 000 hodin standardizovanou kartelem.

## Historie
Kartel zformovaly společnosti Osram, Philips, Tungsram, Associated Electrical Industries, ELIN, Compagnie des Lampes, International General Electric a GE Overseas Group. Každá z firem držela v kartelu podíl úměrný jejím prodejům žárovek.
Společnost Osram založila v roce 1921 předchůdce kartelu Phoebus nazvaný Internationale Glühlampen Preisvereinigung. Když pak Philips a další výrobci vstoupili na americký trh, General Electric reagovala založením „International General Electric Company“ se sídlem v Paříži. Rostoucí mezinárodní konkurence pam vedla k zahájení jednání mezi všemi významnými společnostmi, které chtěly docílit toho, aby se navzájem nepoškozovaly svými činnostmi.
Smlouva kartelu Phoebus měla skončit v roce 1955, ale místo toho byla v roce 1940 zrušena poté, co druhá světová válka znemožnila vzájemnou koordinaci členů.